# Łukasz Konopka
Łukasz Konopka (ur. 22 grudnia 1976 w Czeladzi) – polski aktor teatralny, filmowy, telewizyjny i dubbingowy, reżyser. Absolwent Państwowej Wyższej Szkoły Filmowej, Telewizyjnej i Teatralnej w Łodzi (2005).

## Teatr
Pracę w teatrze rozpoczął jeszcze jako student PWSFTviT gościnnymi występami w Teatrze Nowym w Łodzi. W 2005 roku współpracował też z łódzkim Teatrem Studyjnym. W latach 2006–2008 zatrudniony jako aktor w Teatrze Zagłębia w Sosnowcu. Od 2008 roku jest etatowym aktorem Teatru Wybrzeże w Gdańsku.

### Spektakle teatralne

#### Teatr Nowy w Łodzi
- 2004: Szkło bolesne jako Mirosław (reż. Kazimierz Braun)
- 2004: Obrona Sokratesa jako Meletos (reż. Grzegorz Królikiewicz)

#### Teatr Telewizji
- 2006: Wielki Bobby jako prezydent (reż. Jan Machulski)

#### Teatr Zagłębia w Sosnowcu
- 2006: Mistrz i Małgorzata jako Iwan Bezdomny (reż. Andrzej Maria Marczewski)
- 2007: Wyzwolenie jako Hołysz, Maska XX (reż. Bogdan Ciosek)
- 2007: Zabawy... jako Asaf (reż. Tomasz Gawron)
- 2007: Kubuś Fatalista i jego pan jako Pan (reż. A.M. Marczewski)
- 2007: Kartoteka jako Gość w cyklistówce, Kelner (reż. Julia Werno)
- 2008: Balladyna jako Chochlik (reż. Katarzyna Deszcz)

#### Teatr Wybrzeże w Gdańsku
- 2008: Wiele hałasu o nic jako Claudio (reż. Adam Orzechowski)
- 2009: Tajemnicza Irma Vep jako Jane Twisden, lord Edgar Hillcrest, Irma Vep, intruz
- 2010: Bal manekinów jako manekin i sekundant (reż. Ryszard Major)
- 2010: Eva Peron jako Evita
- 2011: Per Procura jako Gleen Cooper
- 2011: Pan Tadeusz jako hrabia
- 2011: Nie-Boska komedia chór
- 2012: Ciała obce jako Lech, uczeń, chór
- 2012: Stalker
- 2012: Tak powiedział Michael J. jako doktor

## Filmografia
- 1997: Strach – obsada aktorska
- 2003: Zawodowcy – chłopak
- 2003: Felix – obsada aktorska
- 2003: Co by było gdyby...? – marzyciel
- 2004–2005: Sprawa na dziś – Sasza, szwagier Leny
- 2004: Simpatico – obsada aktorska
- 2004: Przerżnąć sprawę – obsada aktorska
- 2005: Goliat – mężczyzna
- 2006: Wielki Bobby – kolega Bobby’ego
- 2006: Terapia – uczestnik terapii
- 2006: Mrok – Radosław (odc. 2)
- 2006: Kryminalni – nadinspektor Jerzy Nowak, oficer CBŚ (odc. 40, 52)
- 2007: Twarzą w twarz – dziennikarz (odc. 7)
- 2007: Nothings, heals, nothings grows (etiuda szkolna) – obsada aktorska
- 2007: Na dobre i na złe – aktor (odc. 299, 316)
- 2007: Determinator – Jakub Rawicz (odc. 2-3, 5, 8-9)
- 2008–2010: M jak miłość – doktor pediatra Jacek Kulesza
- 2008–2012: Czas honoru – Kapitan UB Karol Ryszkowski
- 2009: Rewers – Arkadiusz Jankowski
- 2009: Ojciec Mateusz – Aleksander Leski (odc. 27)
- 2009: Naznaczony – ksiądz Andrzej Karpisz (odc. 11)
- 2009: Blondynka – Weterynarz Krzysztof Semkow (odc. 5, 13)
- 2010: Wczoraj (etiuda szkolna) – obsada aktorska
- 2010: Nowa – Robert (odc. 1)
- 2010: Mała matura 1947 – korepetytor „Wulkan” (odc. 2)
- 2011: Szpilki na Giewoncie – Mateusz (odc. 17-18, 21, 26, 30)
- od 2012: Na Wspólnej – Krzysztof Smolny
- 2012: Prawo Agaty – Adam, partner Justyny Nałęcz (odc. 24)
- 2012: Komisarz Alex – mecenas Wiktor Rawicz (odc. 22)
- 2012: Hotel 52 – Norbert, narzeczony Soni (odc. 66)
- 2013: Wszystko przed nami – mecenas Klaudiusz Sipowicz
- 2013: Wałęsa. Człowiek z nadziei – zmianowy w stoczni
- 2013: Sierpniowe niebo. 63 dni chwały – kierownik budowy Andrzej Milski
- 2013: Rodzinka.pl – Sławomir (odc. 121)
- 2013: Przepis na życie – minister (odc. 57-58, 61-63)
- 2013: Ciała obce (spektakl telewizyjny) – uczeń Lech
- 2014–2019: Pierwsza miłość – Norbert Sobolewski
- 2014: Ojciec Mateusz – Marcin Bednarek (odc. 160)
- 2016: Złe uczynki – Jakub Malinowski
- 2016: Strażacy – Aleksander, pracownik banku (odc. 12)
- 2016: Niestrudzeni wędrowcy (etiuda szkolna) – Łukasz
- 2016: Czułość – Paweł
- 2016: 7 rzeczy, których nie wiecie o facetach – ginekolog
- 2016: Tarapaty – ojciec Aleksandra
- 2017: Druga szansa – aspirant Jabłonowski (odc. 8, sezon 4)
- 2018: W rytmie serca  –  Wacław Malik (odc. 33)
- 2018: Oko za oko – Maciej Wysocki
- 2019: Żmijowisko – adwokat (odc. 5, 7)
- 2019–2020: Przyjaciółki – Chris Badowski (odc. 147, 148, 150, 151, 152, 155, 187, 189, 190, 191, 192, 193, 194)
- 2020: Osiecka – Jerzy Andrzejewski (odc. 3, 5, 9)
- 2020: Ojciec Mateusz – Maciej Berger, mąż Dominiki (odc. 310)
- 2020: Kod genetyczny – lekarz (odc. 3, 4)
- 2020: Jak najdalej stąd – konsul

Dubbing
- 2005–2006: Słodkie, słodkie czary

Reżyseria
- od 2020: Na Wspólnej